# پایگاه نیروی هوایی، دریایی فوتنما
پایگاه نیروی هوایی، دریایی فوتنما (به انگلیسی: Marine Corps Air Station Futenma) یک فرودگاه نظامی است که یک باند فرود آسفالت و بتن دارد و طول باند آن ۲۷۴۰ متر است. این فرودگاه در شهر اوکیناوا کشور ژاپن قرار دارد .